# Charles Nix
Charles George Ashburner Nix (ur. 25 sierpnia 1873 w Tilgate, zm. 8 maja 1956 w Worth) – brytyjski strzelec, wicemistrz olimpijski.
Pochodził z zamożnej rodziny bankiera Johna Henningsa Nixa (jeden z partnerów banku Fuller, Banbury, Nix & Co).
Olimpijczyk z Londynu (1908), gdzie wystąpił w trzech konkurencjach (w strzelaniach do tarczy z sylwetką jelenia). W rundzie pojedynczej uplasował się na 10. miejscu, zaś w rundzie podwójnej o jedną pozycję niżej. W drużynowym strzelaniu w rundzie pojedynczej został wicemistrzem olimpijskim, uzyskując najlepszy wynik w brytyjskim zespole (skład drużyny: William Ellicott, William Lane-Joynt, Charles Nix, Ted Ranken).
Nigdy nie stanął na podium mistrzostw świata.

## Wyniki olimpijskie
| Igrzyska | Konkurencja                                 | Wynik                          | Miejsce | Źródło |
| -------- | ------------------------------------------- | ------------------------------ | ------- | ------ |
| IO 1908  | Runda pojedyncza do sylwetki jelenia        | 19 pkt.                        | 10      | [ 3 ]  |
| IO 1908  | Runda pojedyncza do sylwetki jelenia, druż. | 27 pkt. (ind.) 85 pkt. (druż.) |         | [ 4 ]  |
| IO 1908  | Runda podwójna do sylwetki jelenia          | 22 pkt.                        | 11      | [ 5 ]  |